# Čarodějův synovec
Kniha Čarodějův synovec (v anglickém originálu The Magician's Nephew) je jednou ze sedmi knih série Letopisů Narnie C. S. Lewise. Vydána byla jako předposlední, ale chronologicky je první – jedná se tedy o prequel, stejně jako u knihy Kůň a jeho chlapec.
V českém překladu vyšla kniha dosud třikrát, poprvé v roce 1993 v nakladatelství Orbis pictus, podruhé v roce 1999 v nakladatelství Návrat domů a potřetí roku 2006 v nakladatelství Fragment s ilustracemi Pauline Baynesové.
Příběh se odehrává v 19. století v našem světě a na počátku světa Narnie, kde popisuje jeho stvoření. Tím dotváří kontinuitu celé sedmidílné série, protože prozrazuje původ Narnie, čarodějnice Jadis, skříně, skrz niž se v další knize dostali do Narnie Pevensiovi a také profesora, který jim jako jediný věřil.

## Příběh
(V závorce jsou jména použitá ve 3. českém vydání, která většinou odpovídají originálu).
V Londýně se spolu spřátelí dvě děti, Diviš (Digory) a Gábina (Polly), a rozhodnou se prozkoumat půdu domu, vedle kterého bydlí. Nechtěně se přitom tak dostanou do pracovny Divišova strýčka Ondřeje (Andrewa), který nabídne Gábině žlutý prsten; ta však po dotyku s ním zmizí.
Diviš se dozví od strýčka, že již dlouho provádí pokusy s magií a potřebuje si ověřit domněnku, že žluté prsteny přenesou člověka do jiného světa a zelené zase zpět. Gábina bude ztracena, pokud se pro ni Diviš nevypraví.
Diviš je znechucen Ondřejovou lstivostí a zbabělostí, ale vydá se přivést Gábinu zpět, vybaven žlutým a dvěma zelenými prsteny. Ocitne se u Gábiny v lese plném jezírek, zvaném Les mezi světy. Každým jezírkem se lze dostat do jiného světa. Před návratem se rozhodnou jeden z nich prozkoumat a tak se dostanou do zpustošeného světa jménem Šárn (Charn). V jednom rozpadlém paláci najdou paličku a zvonek. Když se Gábina chce vrátit, Diviš jí v tom násilím zabrání a zazvoní; tím oživí čarodějnici Jadis, která kdysi vyvolala v tomto světě zkázonosnou válku.
Ta se jim pověsí na paty a dostane se tak s nimi zpět do Anglie. Zde sice nemá své magické schopnosti, ale neztratí svoji mimořádnou fyzickou sílu a touhu dobývat. Strýc Ondřej jí posluhuje. Jadis všem vyhrožuje a fyzicky je napadá.
Diviš ji chce dostat z našeho světa; proto se s Gábinou pokusí se jí dotknout a současně si nasadit prsten. Když to udělá, nechtěně s sebou vezme i všechny lidi, kterých se právě dotýkala Jadis. Tak se v Lese mezi světy ocitne vedle Gábiny a Jadis i drožkář František s koněm Jahůdkou (Jahodou) a strýc Ondřej. Když se chtějí vrátit do Londýna bez Jadis, nasadí si zelené prsteny a chystají se skočit do jezírka, které vede do našeho světa.
V tu chvíli se ale Jahoda napije z jiného jezírka, takže jsou všichni, včetně Jadis, přeneseni do světa Narnie, který byl stvořen před několika hodinami a laskavý lev Aslan v něm právě dává vzejít rostlinám a živočichům. Některým zvířatům daruje rozum a řeč. Ti ovšem nepoznají, že Ondřej je člověk, a tak jej zasadí a zalévají jako rostlinu. Když mu Aslan chce pomoci, Ondřej mu kvůli svých hříchům vůbec nerozumí; proto na něho Aslan alespoň sešle posilující spánek.
Aslan nabídne drožkáři Františkovi, že jej učiní prvním narnijským králem. Ten souhlasí, když Aslan z Anglie přenese jeho ženu Helenu. Dále Aslan napomene Diviše za to, jak se ke Gábině zachoval v Charnu; jeho vinou je teď v Narnii zlá čarodějnice, která do ní jednoho dne vnese zlo (tím zlem je stoletá zima popsaná v knize Lev, čarodějnice a skříň).
Aslan pošle Diviše pro kouzelné jablko, aby odčinil svůj hřích a aby byla Narnie po mnoho staletí chráněná před Jadis ochranným stromem života. Diviš se tam vydává s Gábinou na koni Jahodovi, kterému Aslan daroval křídla a schopnost mluvit; nyní se jmenuje Křídlín (Peruť). Když se Diviš dostane k jabloni, objeví se Jadis a přesvědčuje jej, aby jej neodnášel Aslanovi, ale vrátil se ihned do svého světa a uzdravil jím svoji nemocnou matku.
Diviš to odmítne a donese jablko Aslanovi. Ten mu vysvětlí, že kdyby to udělal, matčino uzdravení by přineslo mnoho žalu a zármutku. Pak ale dá Divišovi jiné jablko, které přinese jeho matce zdraví i radost.
Aslan pak přenese Diviše s Gábinou zpět do Londýna a tam na jeho pokyn prsteny zakopou, aby je již nikdo nemohl použít. Na tom místě vyroste strom a z jeho dřeva je později vyrobena skříň. Když se Diviš stane učeným profesorem a skříň je v jeho sídle, projdou touto skříní do Narnie sourozenci Pevensieovi v knize Lev, čarodějnice a skříň.